# Semana Santa en León, Nicaragua
La Semana Santa en León es la conmemoración anual de la Pasión, Muerte y Resurrección de Jesucristo en la liturgia católica de la ciudad de León, en Nicaragua. Se manifiesta con diversas tradiciones que datan desde la época colonial hasta el presente. La Semana Santa leonesa está en íntima relación con la vivencia del tiempo litúrgico de la cuaresma católica. Es uno de los atractivos turísticos de la ciudad colonial.

## Historia
La observación de la Semana Santa empezó con la llegada de los españoles al territorio que es ahora Nicaragua. León, como capital civil y religiosa de Nicaragua, fue el centro de las celebraciones religiosas. Por eso, una rica cantidad de tradiciones se pudieron desarrollar en esta ciudad y entre todas las celebraciones religiosas destaca la Semana Santa. Durante el periodo del imperio español la mayoría de procesiones eran de la Santa Iglesia Catedral, que mantiene hasta hoy bien conservado su programa de Semana Santa.

### Colonia
Durante la colonia las procesiones más suntuosas eran las de Catedral. Hoy en día estas son las más antiguas. Salían en la Semana de Dolores procesiones para preparar al pueblo para la Semana Santa. De la Merced salía la procesión de los Cautivos, que recolectaba limosnas para la redención de los cristianos cautivos a manos de los moros. Todas las procesiones de esta semana se perdieron ya que un sínodo diocesano las prohibió. Comienza la Semana Santa con la procesión de Jesús del Triunfo, llamada coloquialmente la procesión de la burriquita. Esta procesión sale de San Juan Bautista de  Sutiaba y entra en Catedral. El martes santo son los oficios y la procesión de San Pedro en Catedral. En el pueblo de Sutiaba se halla una ermita dedicada a San Pedro que igual lo conmemora.
El miércoles santo salía la procesión de San Sebastián, de la capilla San Sebastián, parte del territorio parroquial de Catedral. Se realizaban los Oficios de Tinieblas las tardes del miércoles, Jueves y Viernes Santo. Antes esta procesión era acompañada por un desfile militar. El Jueves Santo sale la procesión del Lignum Crucis, una reliquia de la Vera Cruz que se custodia en Catedral. Salía antiguamente de la Iglesia San Francisco la procesión del prendimiento, esta ya no sale hoy en día.
El Viernes Santo comienza con el rezo de la Misa de los Presantificados en la mañana. Al medio día el Vía Crucis de San Francisco, el más antiguo de Nicaragua con más de 300 años de realizarse. Antes el Vía Crucis salía de San Francisco y concluía en Catedral. Ahora después de la construcción de la ermita (hoy parroquia) del Dulce Nombre de Jesús, conocida como El Calvario, el Vía Crucis de San Francisco acaba en Catedral. En la tarde se realizan el oficio de las tres horas, el de tinieblas y el sermón del descendimiento. Luego sale el Santo Entierro.
Se despedía toda esta semana con los oficios de la Vigilia Pascual en la Mañana. En la tarde del Sábado Santo sale la vuelta Dolorosa, recorriendo las rutas del Vía Crucis y Santo Entierro. En la mañana del Domingo de Pascua se rezaban los maitines en Catedral. Sale la procesión del Resucitado temprano en la mañana para realizar el encuentro con la Santísima Virgen María.
La parroquia de Sutiaba, siendo este un pueblo separado de León, tenía su propia Semana Santa con su Vía Crucis, Santo Entierro, Vuelta Dolorosa y procesión del Resucitado. Poco a poco las diversas parroquias de León fueron adquiriendo sus propios Nazarenos y se realizaban los Vía Crucis entre dos distintas iglesias. Por todo esto nació la antiquísima expresión Semana Santa en León, Corpus en Guatemala.

### SigloXIX
El siglo XIX, con la independencia y construcción de nuevas iglesias trajo grandes aportes a la Semana Santa leonesa. Las procesiones coloniales continuaron saliendo. Fue probablemente en este siglo que la procesión del Cristo de la Agonía del lunes santo se consolidó como la procesión de San Benito de Palermo. Esta sale de la Iglesia San Francisco y es hasta hoy una de sus dos procesiones principales en Semana Santa, la otra siendo el Vía Crucis. La procesión de la Reseña nace en este siglo con la promesa de Mons. Gordiano Carranza por el cese de la peste de cólera de 1867.
Mons. Gordiano Carranza también reconstruyó toda la iglesia de San Felipe e importó una gran cantidad de imágenes. Esto fue un gran aporte ya que San Felipe es una de las iglesias principales en la Semana Santa leonesa. Procesiones como la Reseña, las Ánimas de San Felipe, el Vía Crucis de San Felipe y la vuelta Dolorosa de San Felipe nacen por el trabajo del padre Carranza. Otra iglesia de gran influencia aparece en este siglo. A finales del XVIII o principios del XIX fray Ramón Rojas de Jesús María construyó la ermita de Dolores. En el siglo XIX esta ermita llegaría a tener 3 Dolorosas con sus ajuares de plata, un juego de Pasión con Nazareno, Cristo de la Humildad y un juego muy particular de Poncio Pilato y Claudia Prócula. Este par era expuesto en un monumento el Jueves Santo, conmemorando el sueño de Claudia. En este siglo empieza a salir la procesión del silencio de la Iglesia el Laborío.
En este periodo también nace la costumbre de acompañar a las procesiones con filarmónicos y hubo un gran auge de composiciones y marchas fúnebres que se realizaron para acompañar las procesiones y oficios de Semana Santa. Este periodo se extendería hasta el siglo XX cuando seguía la tradición de componer este tipo de piezas.

### SigloXX
Las pérdidas de la Semana Santa leonesa empezaron con el sínodo diocesano bajo el obispado de Mons. Agustín Nicolás Tijerino y Loáisiga. Este prohibió las procesiones de la Semana de Dolores. Entre estas destacan las Ánimas en San Felipe y la Recolección, de Cautivos en la Merced y de San Nicolás en el Laborío. El siglo XX también trajo la supresión de la procesión del silencio ya que el obispado determinó que la media noche no era una hora apropiada para procesiones. Por otra parte, este siglo vio la construcción de la parroquia de Zaragoza y un gran auge de procesiones de la Reseña, inspiradas en San Felipe. Sutiaba, Zaragoza e incluso iglesias fuera de León tenían sus procesiones de la Reseña.
En este siglo nace también la procesión del Santo Entierro de la iglesia de San Juan Bautista de León. A mediados del siglo la reforma a la liturgia de Semana Santa afectó la Semana Santa leonesa, cambiando la hora de las misas principales. Pasaron a la tarde la Misa de la Cena del Señor, la de los Presantificados y la de la Vigilia Pascual, pero cabe recalcar que en varias partes del departamento de León estos cambios tardaron en llegar y en muchos lugares se siguió cantando el gloria en la mañana. A mediados del siglo también nace la procesión del Santo Entierro de San Felipe.
La revolución del 79 trajo consigo una gran destrucción para León. Se incendió Catedral y se perdió la urna del Santo Entierro. La capilla de San Sebastián fue bombardeada y se perdió completamente. Con las siguientes décadas se iría perdiendo una inmensa cantidad de patrimonio leonés, incluyendo muchas piezas de arte sacro usadas en Semana Santa. Estas serían robadas por la negligencia o muchas veces por los mismos que estaban dentro de las iglesias. Estos robos siguen afectando a la diócesis de León hoy en día. Debido a los problemas de esa época se suprimió por un tiempo el Vía Crucis de San Francisco. Para reponerlo nació en la década de los 90 el Vía Crucis de San Juan de Dios. La última adición a la Semana Santa leonesa de este siglo fue la procesión de la Sangre de Cristo de Catedral que nace en el episcopado de Mons. Cesar Bosco Vivas y Robelo. La primera vez que se realizó fue un Domingo de Ramos pero después pasó a ser los miércoles Santos. Varias otras iglesias sacan procesión de la Sangre de Cristo este día.

### SigloXXI
A principio de la década de los 2000 nació en la iglesia de La Merced la procesión de Jesús del Rescate, basada en la advocación extremadamente venerada en su santuario en Rivas. Este siglo está viendo la pérdida de influencia de las mayordomías y hermandades tradicionales. Ha habido varias controversias debido al mal manejo de la Semana Santa. Varias imágenes repintadas sin criterios, piezas que se pierden, daños materiales a las imágenes y retablos y la pérdida de las tradiciones nicaragüenses a manos de quienes prefieren copiar estilos de arreglar de otros países. En el año 2020 varias procesiones no salieron y un par hicieron recorrido en carro debido a la pandemia.

## La Semana de Dolores
Antiguamente en esta semana se velaban las imágenes, excepto las de Pasión. Aparte de las procesiones suprimidas, en esta semana se armaba el portal que simbolizaba la entrada de Jerusalén. Los Vía Crucis el Viernes de Dolores son especiales ya que ese viernes acompaña al Nazareno la Dolorosa, tradicionalmente vestida de rojo con manto azul, así como San Juan, la Magdalena y las piadosas mujeres. Destaca entre estos el Vía Crucis de Canónigos de la Parroquia de San Felipe, con la imagen de la Reseña. En la tarde del Viernes Santo sale la procesión de la Reseña de la iglesia de La Merced.

## Semana Santa[citarequerida]

### Domingo de Ramos

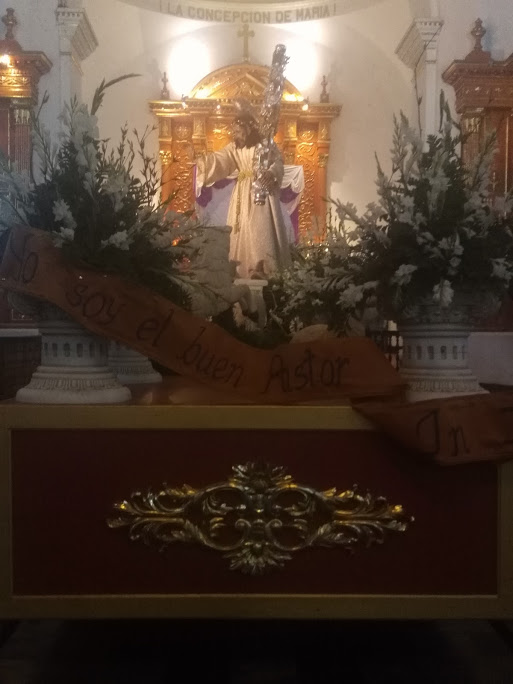
Vela del Señor de la Reseña en la Parroquia de San Felipe, 2011

Esta se hacía entre el pueblo de Sutiaba y la ciudad de León, saliendo de la parroquia de San Juan Bautista de Sutiaba y entrando a Catedral. La imagen de Jesús del Triunfo pertenece a Catedral y es trasladada a Sutiaba el Sábado de Ramos, donde se arma una tradicional enramada. Hasta el siglo XX la calle real era adornada con arcos, granadas y alfombras. Se armaba al costado de San Francisco un gran arco simbolizando la entrada a Jerusalén. Otras iglesias como San Felipe también tienen procesiones de Jesús del Triunfo. En la noche del Domingo de Ramos se hace la vela del Señor de la Reseña en la Parroquia de San Felipe.

### Lunes Santo
La mañana del Lunes Santo sale la procesión de la Reseña de San Felipe. El nazareno va acompañado de la Dolorosa, San Juan y las piadosas mujeres. Una banda de filarmónicos entona marchas fúnebres. Un coro acompañado de violines entona el Vexilla Regis en cada esquina. Originalmente salía a las 4 de la mañana y era antes de misa. Al Nazareno acompaña la Dolorosa, San Juan, las piadosas mujeres y además un juego de 12 ángeles portando los emblemas de la Pasión. Al entrar la procesión se celebraba con gran solemnidad la función de ese día con Misa "de revestidos" y filarmónicos para entonar los cantos sacros. Desdichadamente se han perdido 10 de los 12 ángeles. La procesión ahora sale alrededor de las 7 de la mañana, después de misa, y tiene un recorrido más extenso.

En la Iglesia de San Francisco se realizan varias misas en la mañana mientras multitudes de peregrinos y devotos llegan. El traje penitencial de los devotos de San Benito se llama traje de luz y son varios los promesantes que lo portan. En la tarde sale la procesión. La encabeza San Juan Evangelista y le sigue San Benito. Concluye la procesión el Cristo de la Agonía y la Dolorosa. La procesión entra tarde en la noche y es acompañada por una multitud de tente.

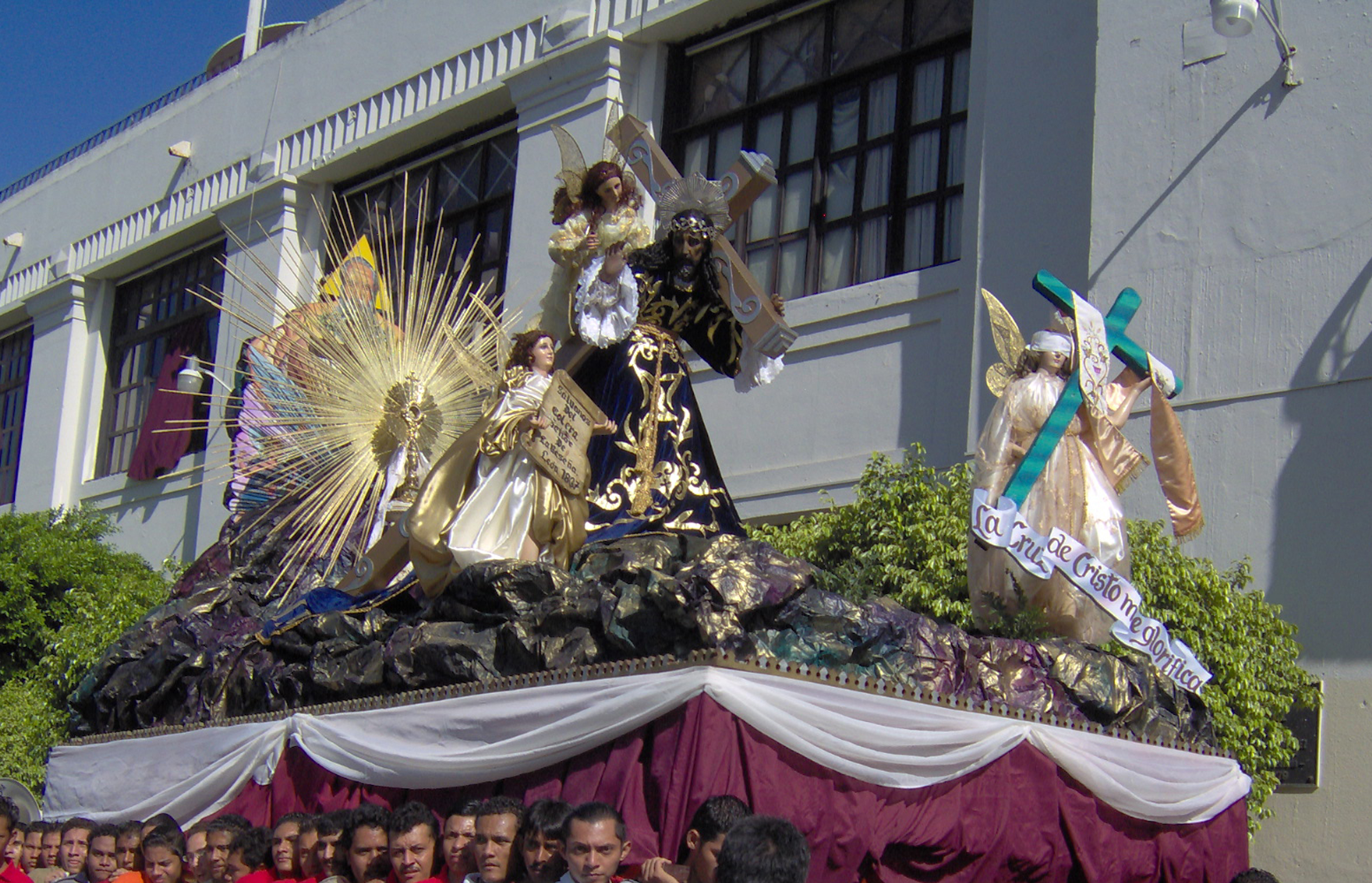
Procesión de la Reseña del Dulce Nombre de Jesús en la Iglesia de San Felipe
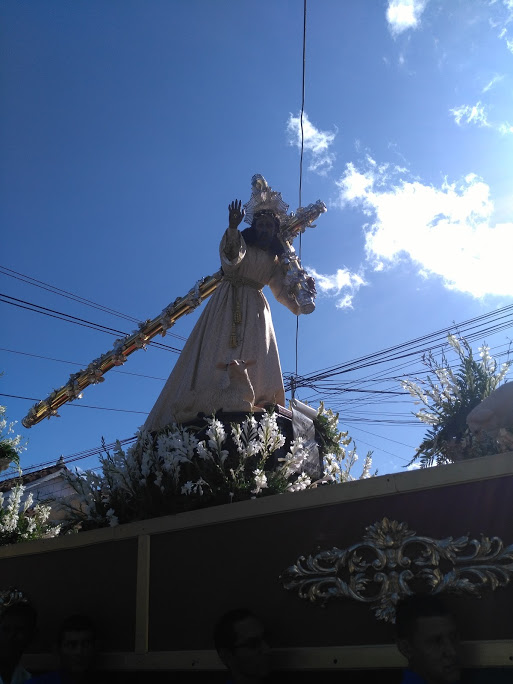
Procesión de la Reseña del Dulce Nombre de Jesús en laIglesia de San Felipe, 2018
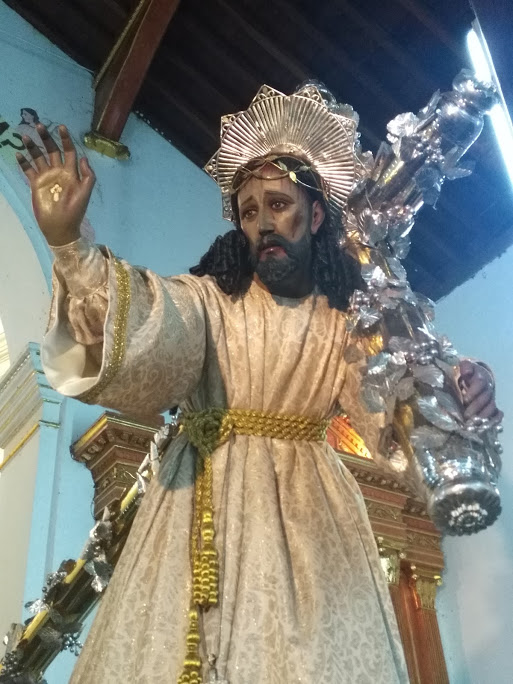
Procesión de la Reseña del Dulce Nombre de Jesús en la Iglesia de San Felipe, 2018
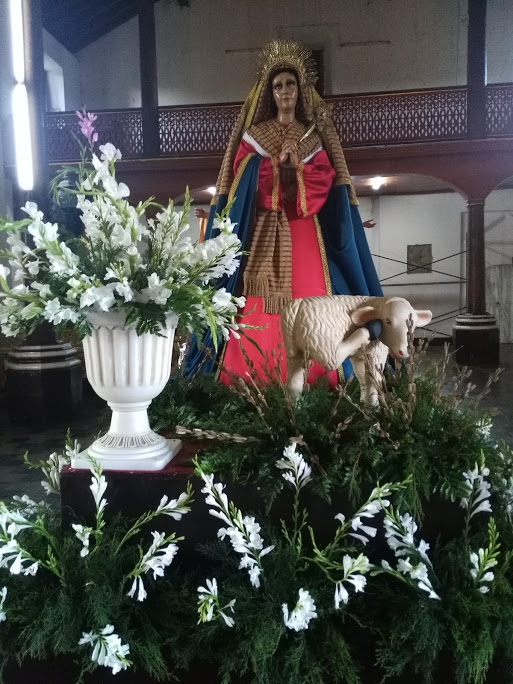
Dolorosa, procesión de la Reseña del Dulce Nombre de Jesús en la Iglesia de San Felipe, 2018
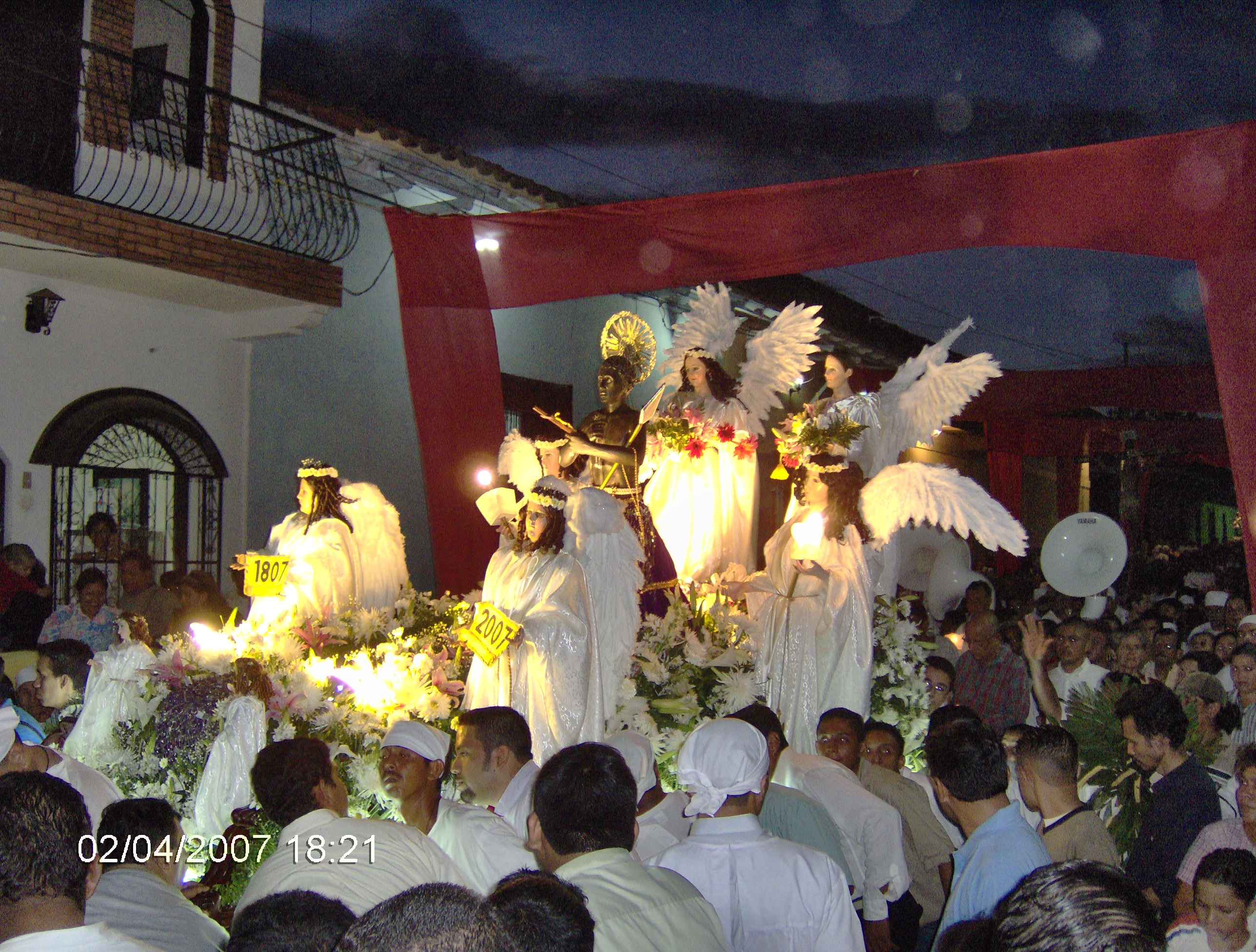
Procesión de San Benito de Palermo en la Iglesia de San Francisco
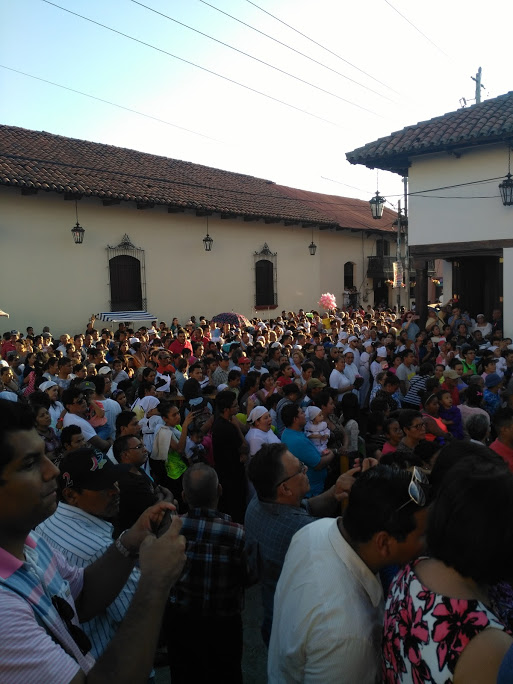
Procesión de San Benito de Palermo en la Iglesia de San Francisco, 2018.
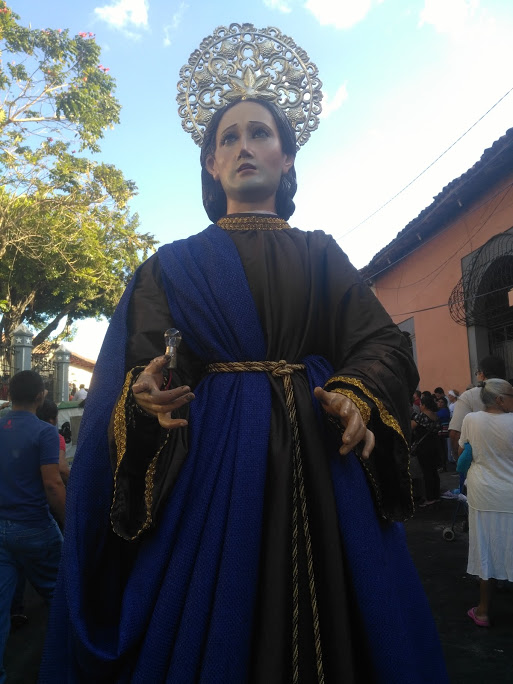
San Juan, procesión de San Benito de Palermo en la Iglesia de San Francisco, 2018.
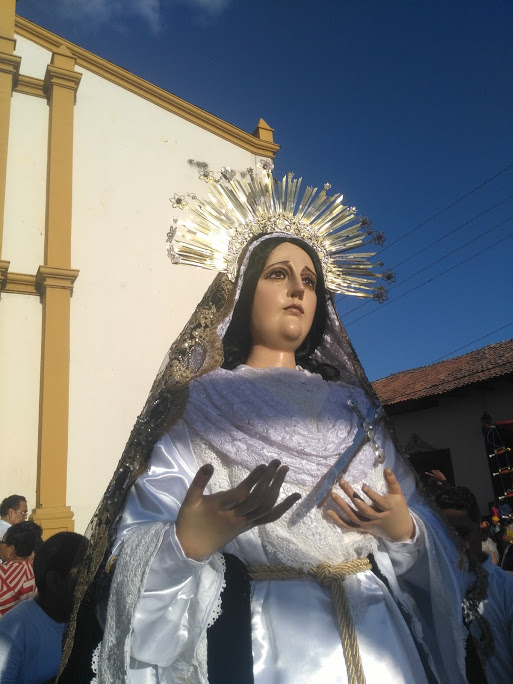
Dolorosa, procesión de San Benito de Palermo en la Iglesia de San Francisco, 2018.
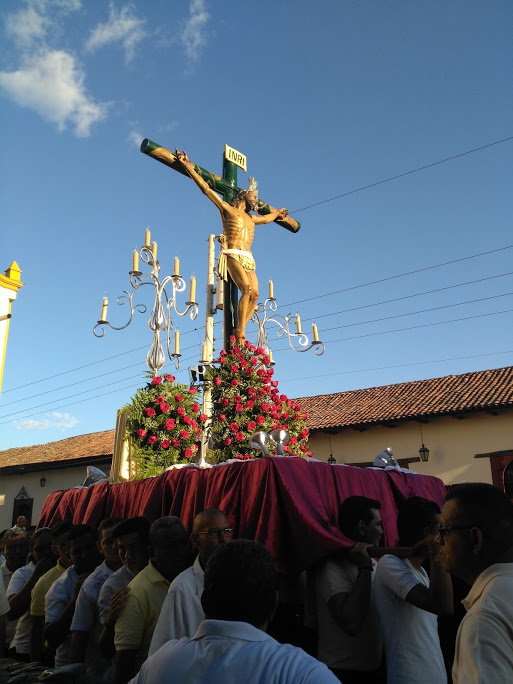
Cristo de la Agonía, procesión de San Benito de Palermo en la Iglesia de San Francisco, 2018.
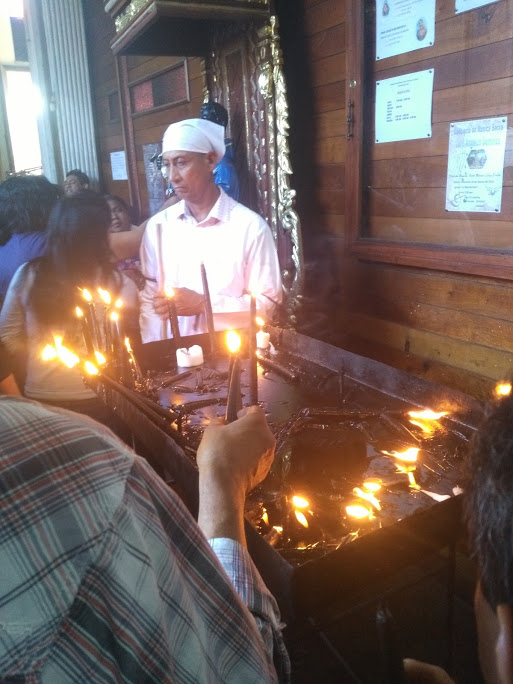
Promesantes, procesión de San Benito de Palermo en la Iglesia de San Francisco (2018).
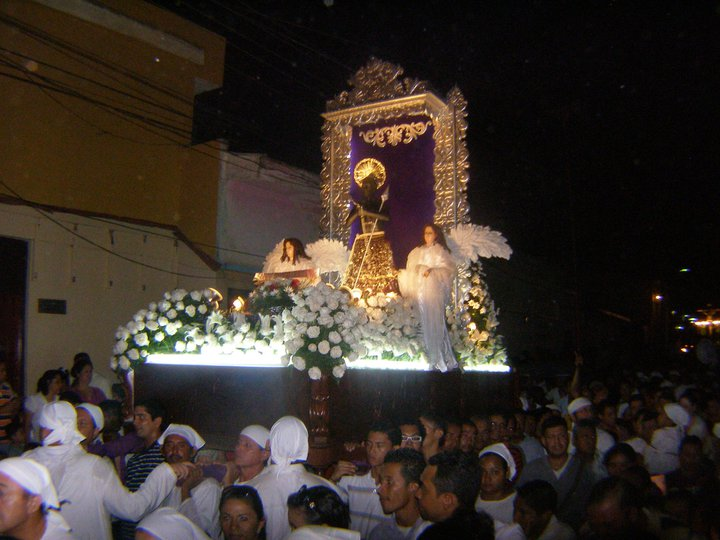
Procesión de San Benito en la Iglesia de San Francisco, 2011

### Martes Santo
El Martes Santo se realizaban en Catedral los oficios de San Pedro, patrono del Cabildo Catedralicio. Todo el día repican las campanas de Catedral en un tono lento similar al de difuntos llamado las lágrimas de San Pedro. En la tarde sale la procesión de San Pedro, acompañada por el cabildo de Catedral. Destaca en esta procesión un gallo que acompaña a San Pedro. Por su recorrido céntrico, y más luego por el Club Social, sería vista como la procesión más elegante de León. Más noche se realiza en San Felipe la procesión de las Ánimas. Le acompañan al Señor Crucificado las imágenes del purgatorio en su anda y además van la Dolorosa, San Juan y las piadosas mujeres. Antes le acompañaban 7 ángeles con las 7 palabras.

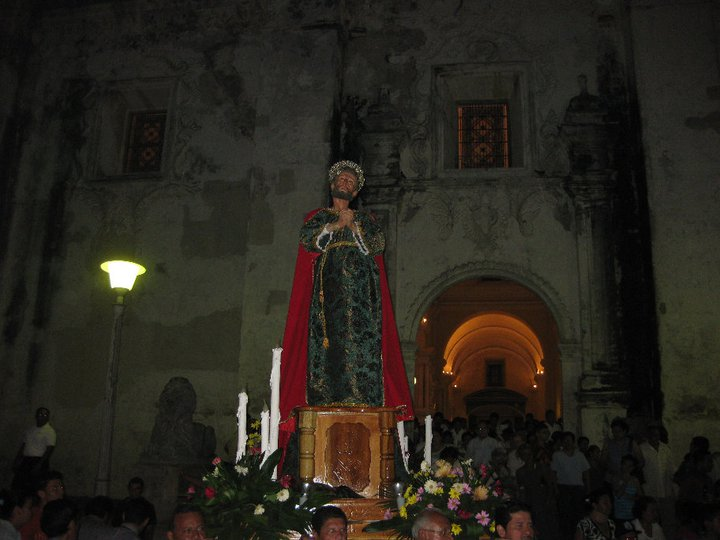
Procesión de San Pedro Apóstol en la Catedral de León, 2011
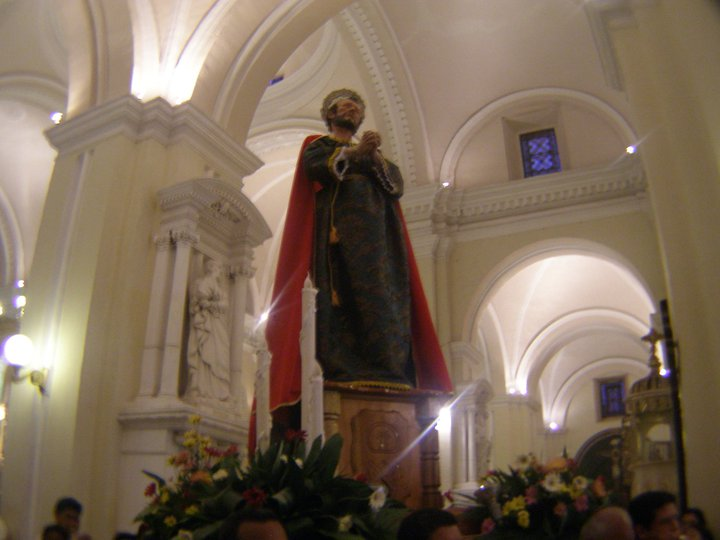
Procesión de San Pedro Apóstol en la Catedral de León, 2011
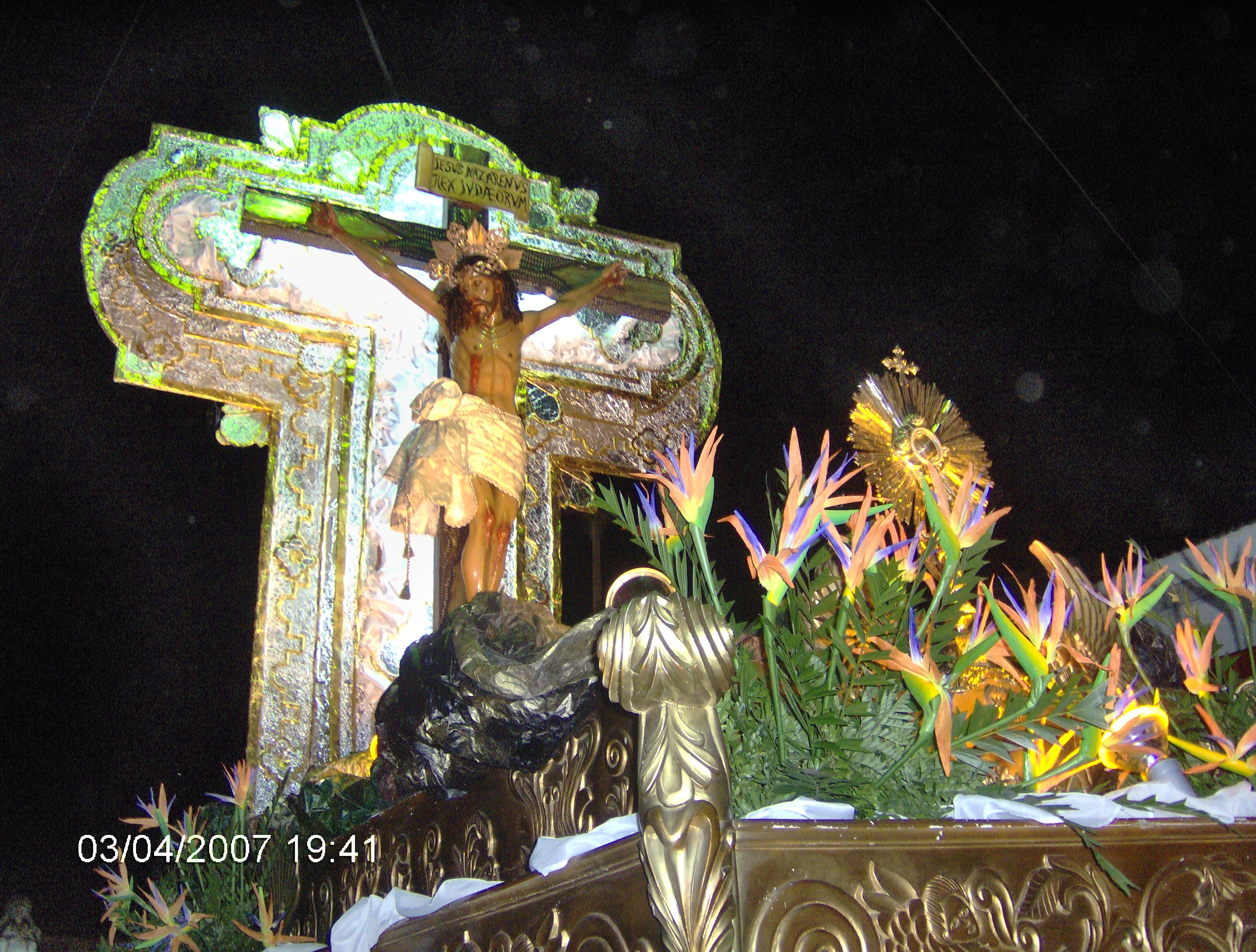
Procesión de las Ánimas en la Parroquia de San Felipe
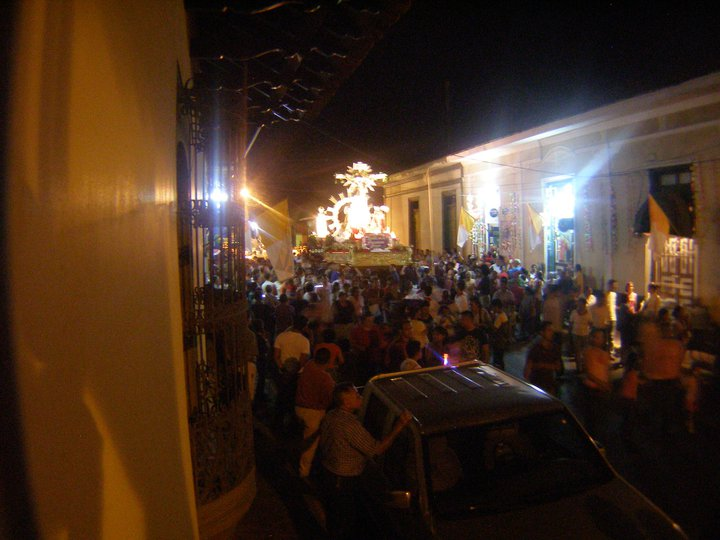
Procesión de las Ánimas en la Parroquia de San Felipe, 2011

### Miércoles Santo
El Miércoles Santo sale la procesión de San Sebastián. Lo acompaña un majestuoso Cristo atado a la Columna. Las dos imágenes son de escuela quiteña y las donó el legendario Coronel Joaquín Arrechavala. También acompaña a la procesión las imágenes de San Juan y la Dolorosa. Antaño esta era una procesión militar, siendo San Sebastián un mártir soldado. A finales del siglo XX se incorporaron a la Semana Santa leonesa las procesiones de la Sangre de Cristo. Estas salen de iglesias como Catedral y Sutiaba.

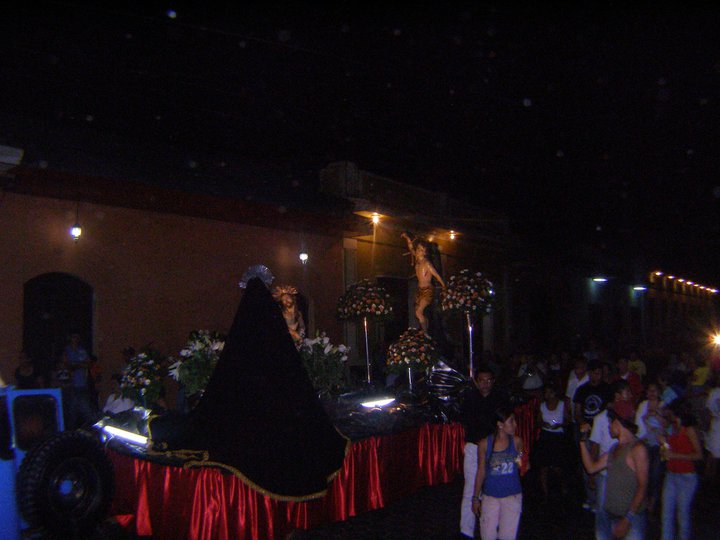
Procesión de San Sebastián, 2011
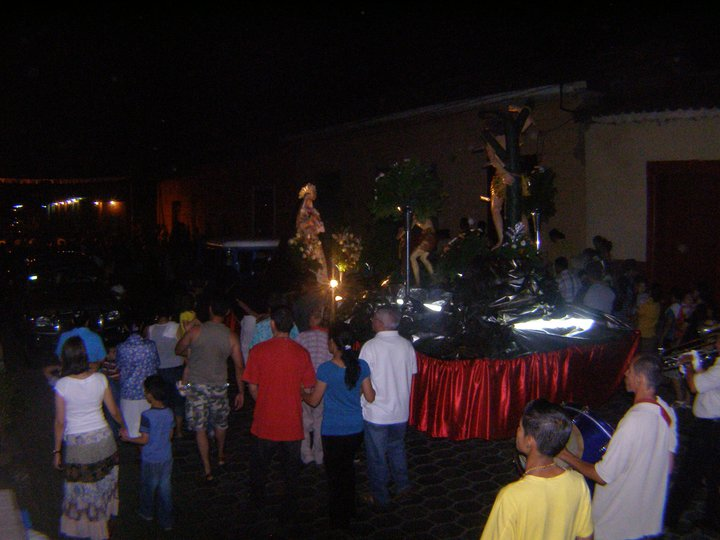
Procesión de San Sebastián, 2011
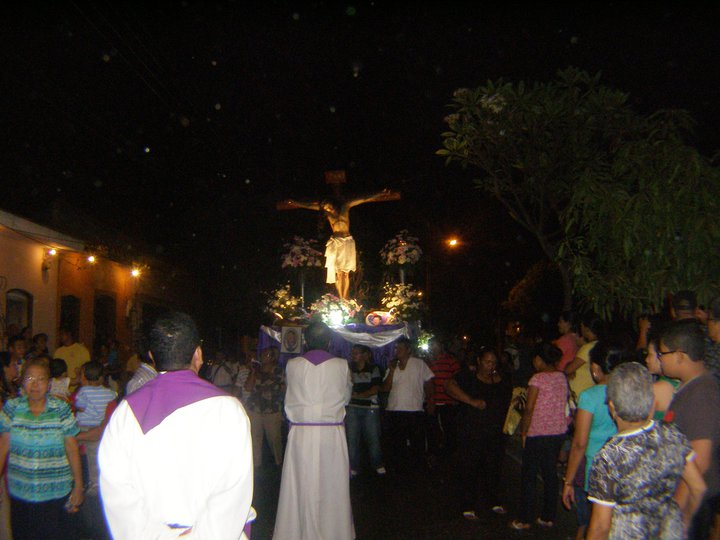
Procesión de la Sangre de Cristo en la Parroquia de Sutiava, 2011.

### Jueves Santo
La mañana del Jueves Santo es sin oficios ya que estaba reservada para la Misa de la Cena del Señor y la Visita de Monumentos. Cuando esto pasó a la tarde, nada tomó su lugar. En la noche se hacen las visitas a los monumentos. Sale de Catedral la procesión del Lignum Crucis, el Madero de la Cruz, una de las procesiones más antiguas. Más noche sale del Laborío la procesión del silencio, con Jesús vendado, recordando como estuvo en presencia del Sumo Sacerdote.

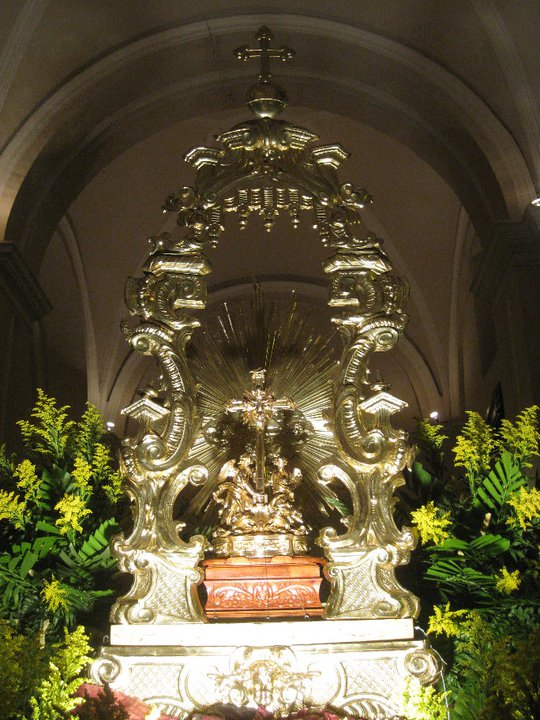
Procesión del Lignum Crucis en la Catedral de León
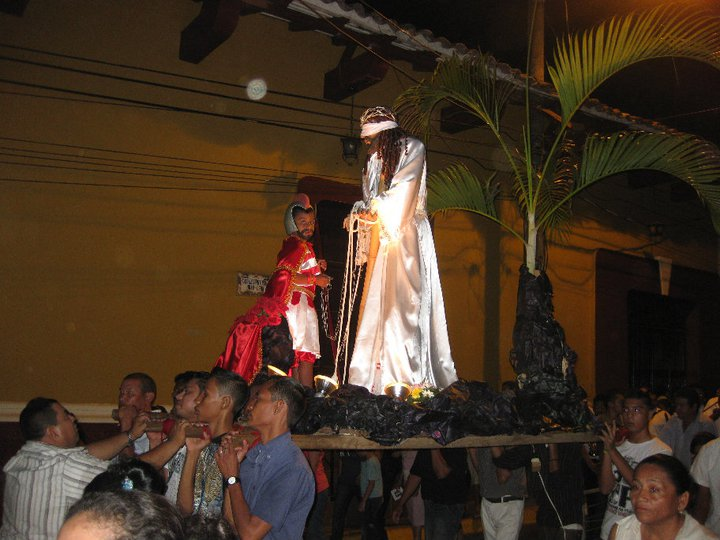
Procesión del Silencio en la Iglesia El Laborío.
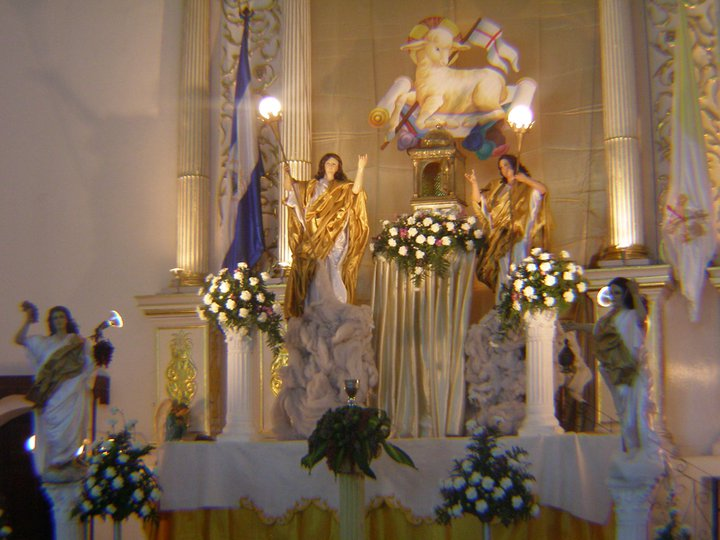
Monumento del Jueves Santo en la Parroquia de San Felipe, 2011
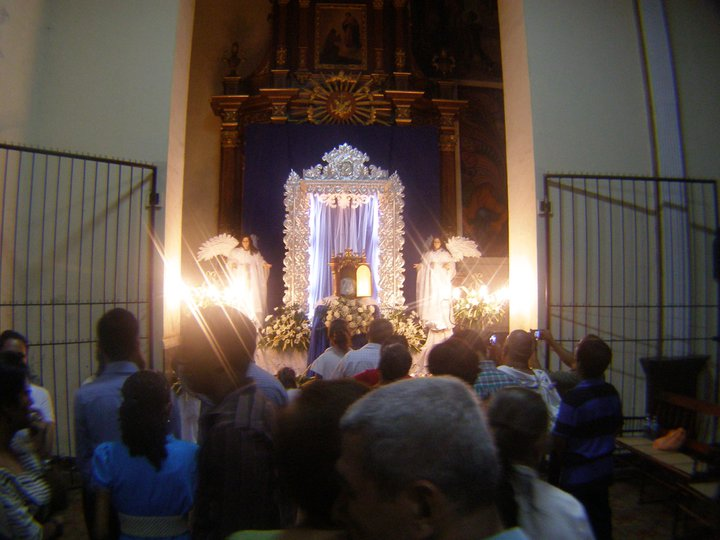
Monumento del Jueves Santo en la Parroquia de San Francisco, 2011

### Viernes Santo
La mañana del Viernes Santo tiene una gran multitud de Vía Crucis. Estos se pueden dividir entre los matutinos y los meridianos. En la madrugada y la mañana salen los Vía Crucis de El Calvario, la Ermita, San Felipe y Zaragoza. Al medio día salen los Vía Crucis de San Francisco, San Juan de Dios, Sutiaba y el Laborío. A media mañana queda un tiempo apartado para cuando antes se hacía la Misa de los Presantificados. Al medio día toma lugar en Catedral el oficio de 3 horas. La liturgia de la Pasión del Señor se realiza a las 3 de la tarde. Le sigue el sermón del descendimiento y el Santo Entierro. A eso de las 5 sale también el Santo Entierro de Sutiaba. En la noche salen otros Santo Entierros como el de San Felipe y el de San Juan Bautista.

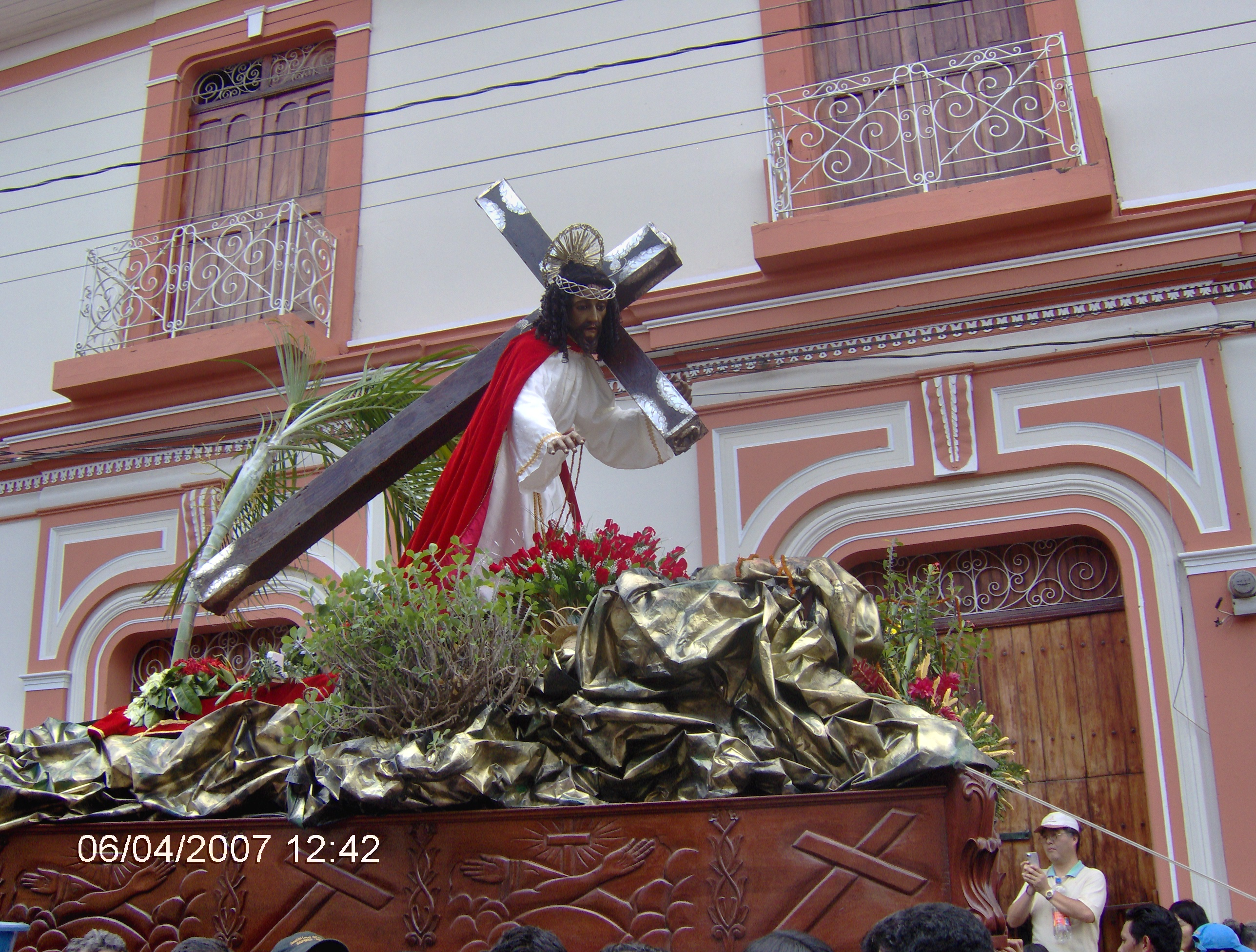
Vía Crucis en la Iglesia de San Francisco
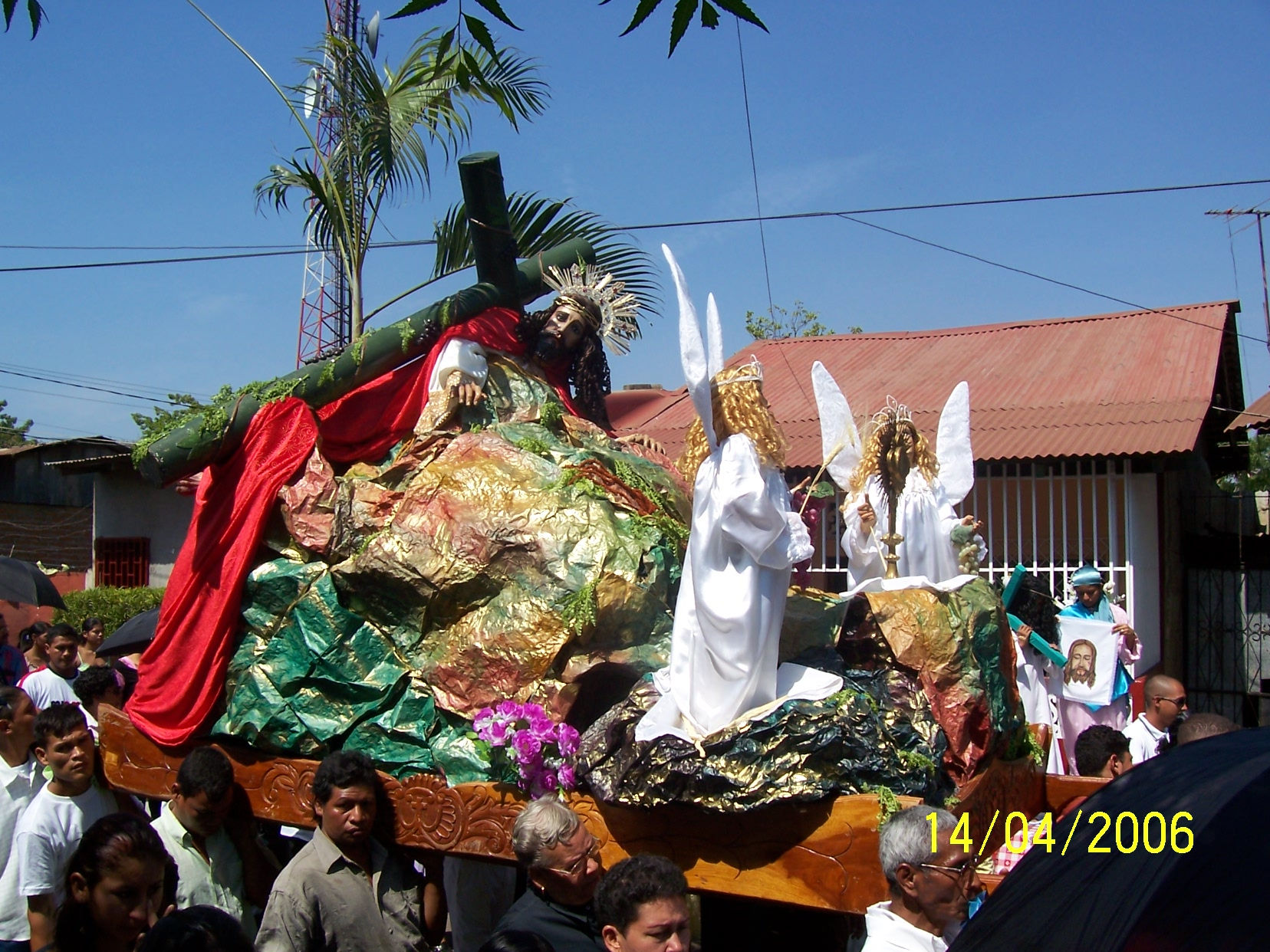
Vía Crucis en la Iglesia de Guadalupe
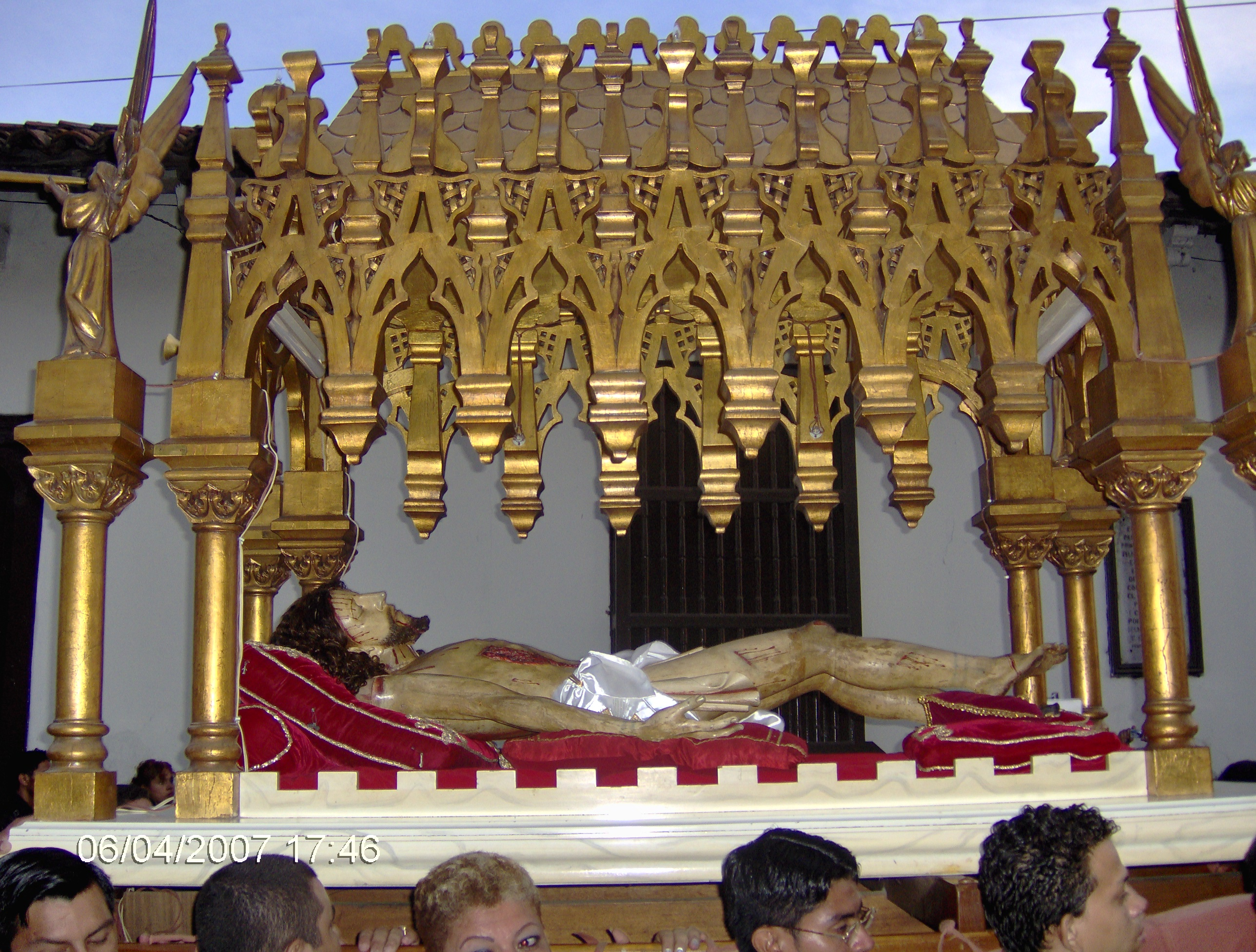
Santo Entierro en la Catedral de León
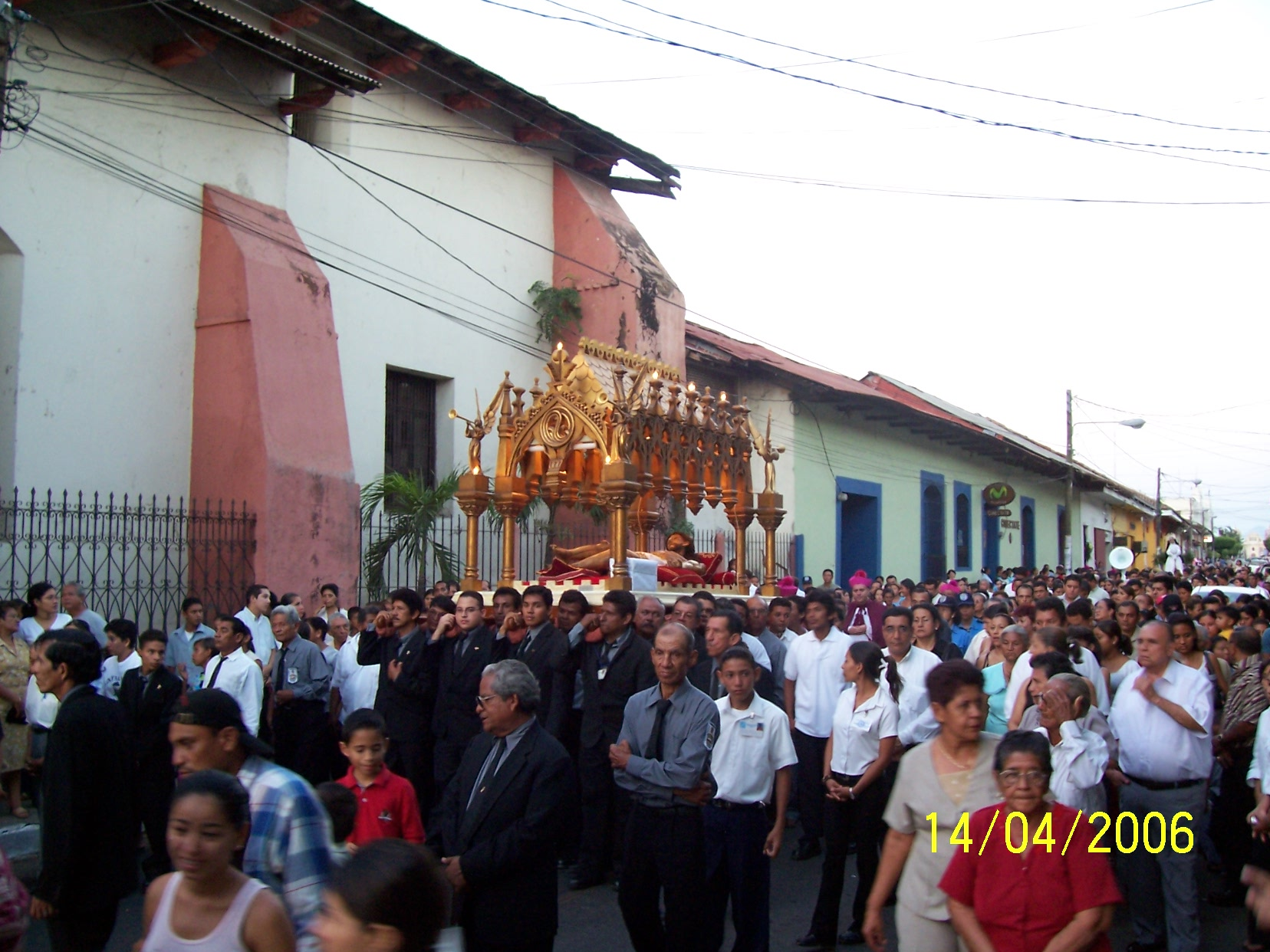
Santo Entierro en la Catedral de León
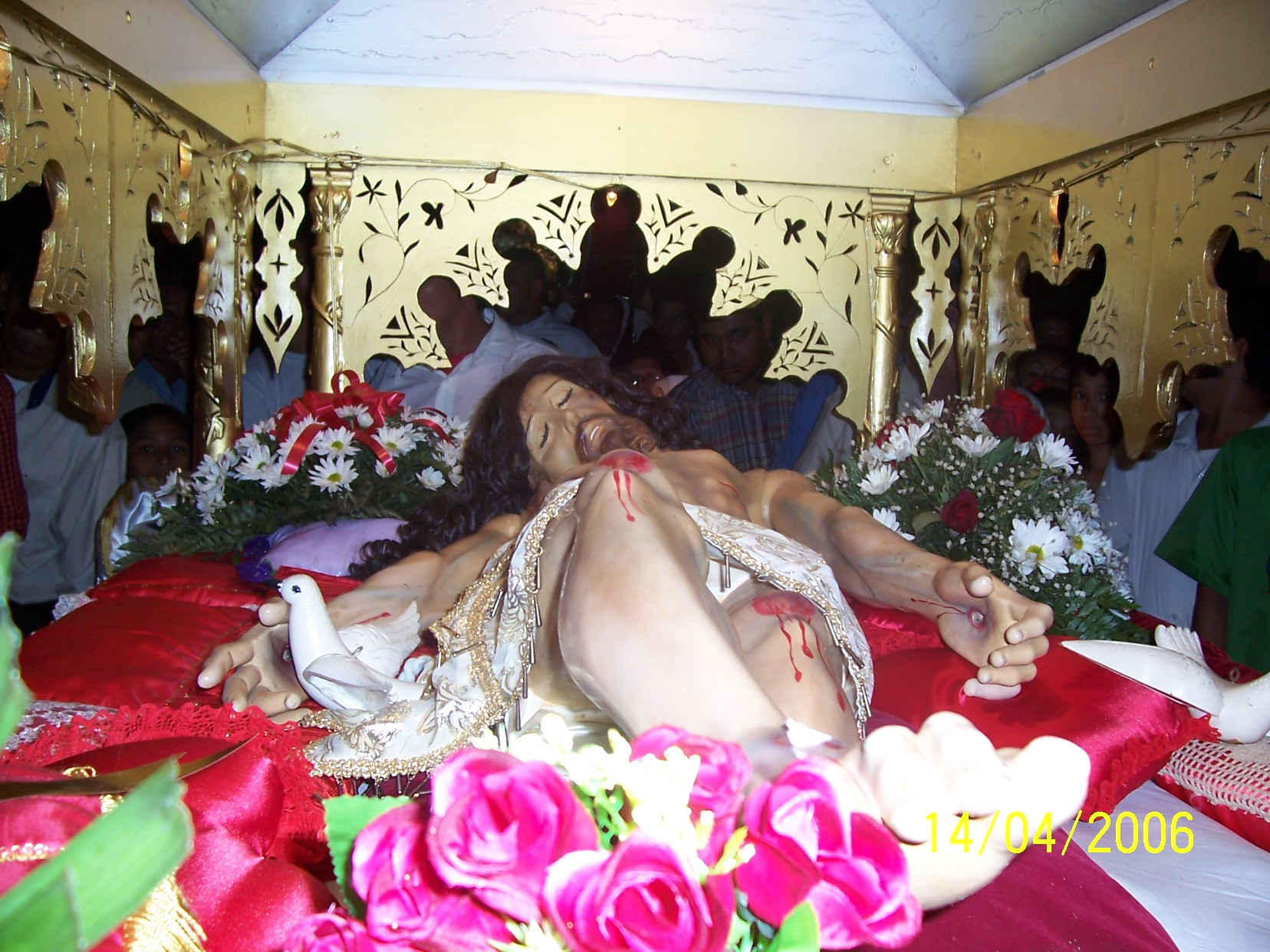
Santo Entierro en la Iglesia de Sutiaba
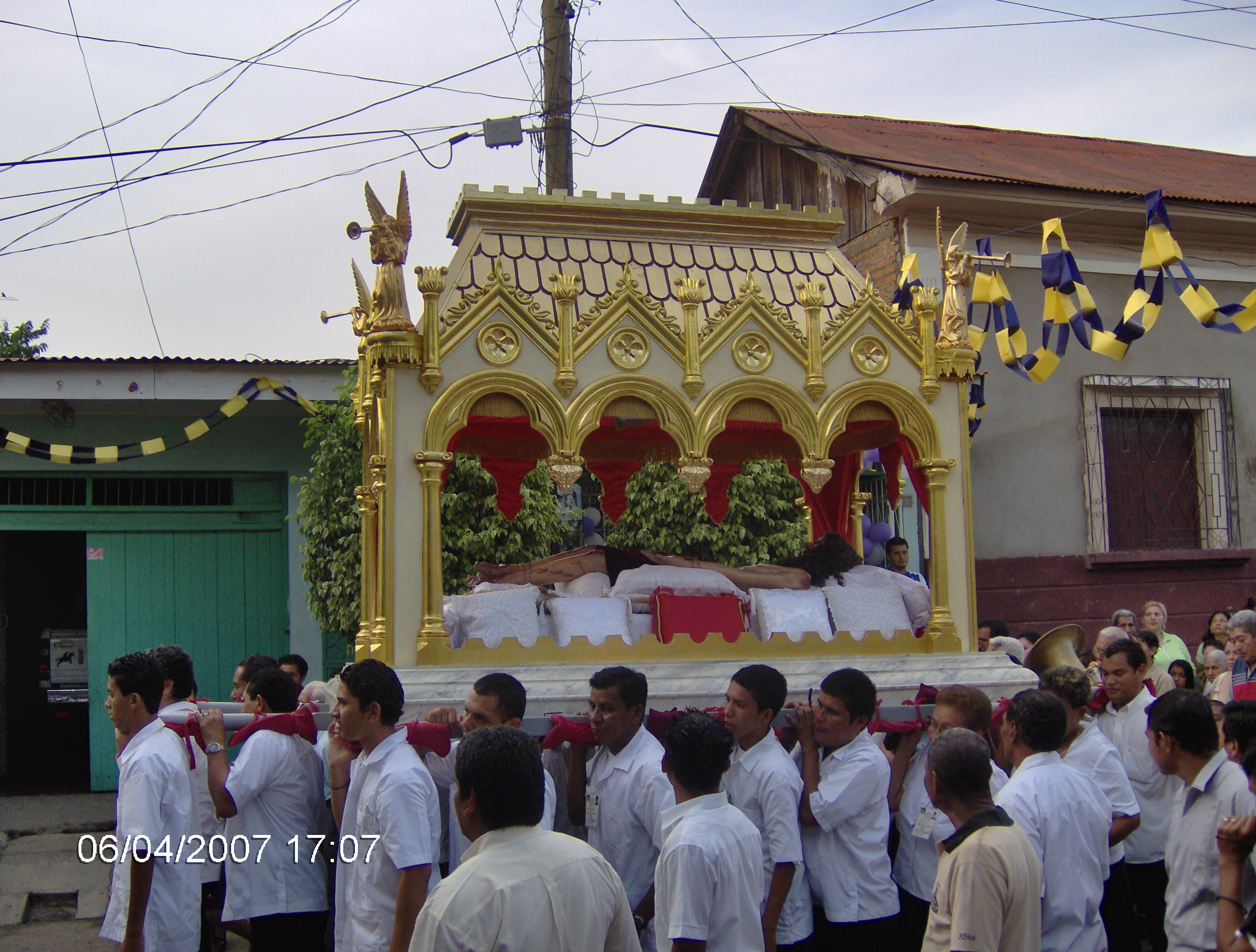
Santo Entierro en la Iglesia de Guadalupe
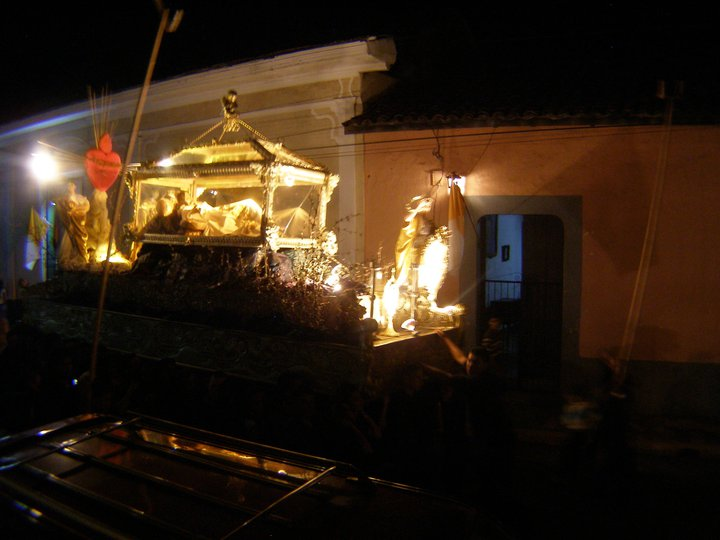
Santo Entierro en la Parroquia de San Felipe, 2011

### Sábado Santo
En la tarde del sábado se realizan las Vueltas Dolorosas, que salen de varias iglesias y recuerdan la soledad de la Virgen de María. En la noche sale la principal de estas, la de la ermita de Dolores, que atrae una gran cantidad de devotos. Es la última procesión de la Semana Santa. A la entrada de la vuelta se realiza en varias iglesias la quema de Judas. Una efigie colgada de una rama o dintel y rellena de pólvora es prendida en fuego y explota. En la noche se realizan las Vigilias Pascuales, dando comienzo a la Pascua.

### Domingo de Pascua
En la madrugada del Domingo de Pascua se realiza el encuentro de Cristo Resucitado con su Madre. Esta procesión es de Catedral. Otras iglesias, como El Calvario y Sutiaba, realizan la procesión del encuentro en la tarde. La más concurrida de estas es la procesión de El Calvario.

## Arte
La Semana Santa en León es una demostración viva y rica de arte. Las calles, casas e iglesias hacen despliegue de sus mejores piezas y uno encuentra la armónica unión del arte de escuela con el arte popular.

### Imagenería
Destacan las imágenes pasionarias, cuya mayoría son vestideras. En León hay tallas guatemaltecas, españolas, quiteñas y nicaragüenses. Igualmente bello es el arte doméstico que se expone en la puerta de varias casas por donde pasan las procesiones.
Tallas nicaragüenses[cita requerida]
- Señor del Santo Entierro de la Catedral
- Nazareno de San Felipe
- Señor del Santo Entierro de Sutiaba
- Señor del Rescate de la Merced

Tallas guatemaltecas.
- Jesús del Triunfo de la Catedral
- San Pedro de la Catedral
- Dolorosa, San Juan y Santa María Magdalena de la Catedral
- Inmaculada de la Catedral
- Señor de la Reseña
- San Felipe
- Dolorosa, San Juan, Santa María Magdalena, Santa María Cleofas y Santa Salomé de San Felipe
- Señor de las Ánimas

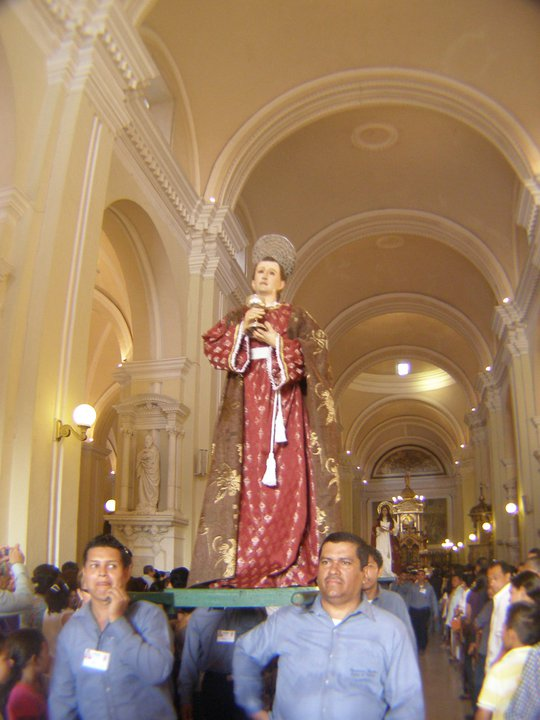
San Juan de la Catedral, 2011
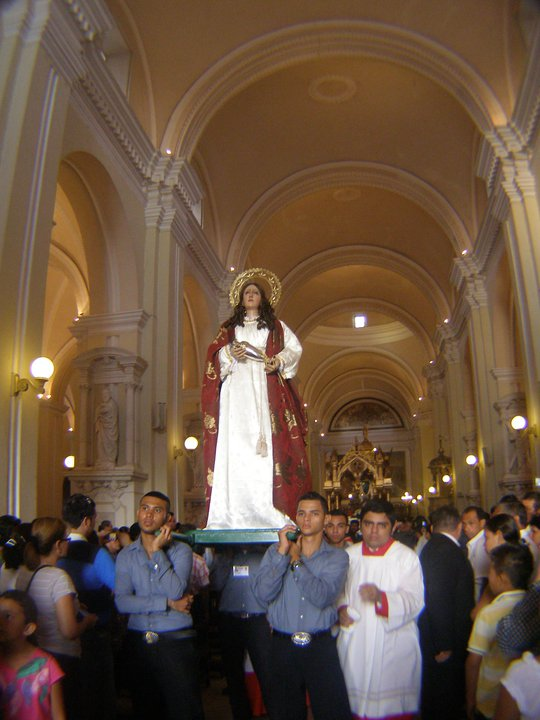
Santa María Magdalena de la Catedral, 2011
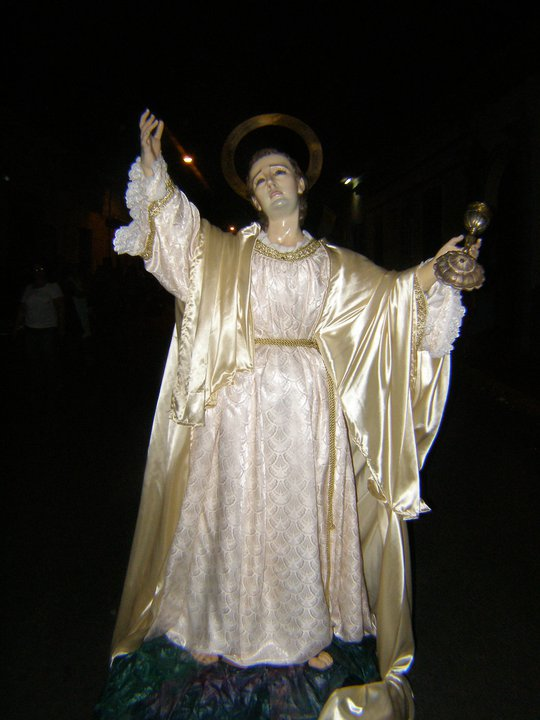
San Juan de la Parroquia de San Felipe, 2011
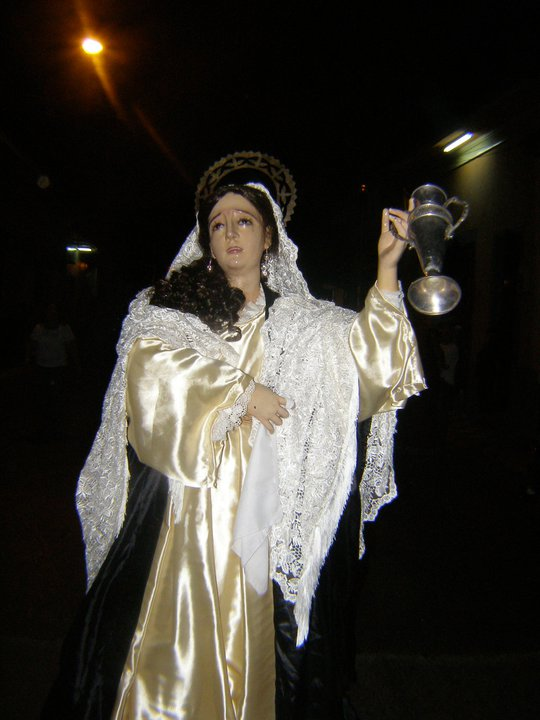
Santa María Magdalena de la Parroquia de San Felipe, 2011
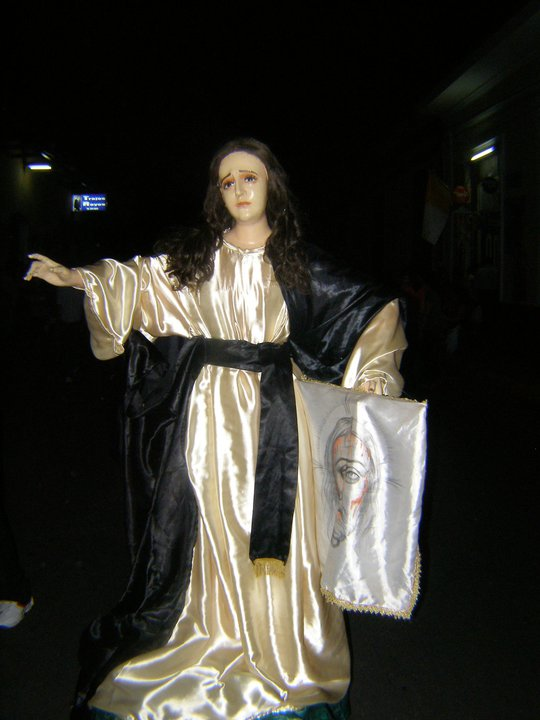
Santa Salomé, portando la Santa Faz por lo que algunos la confunden con Santa Verónica de la Parroquia de San Felipe, 2011
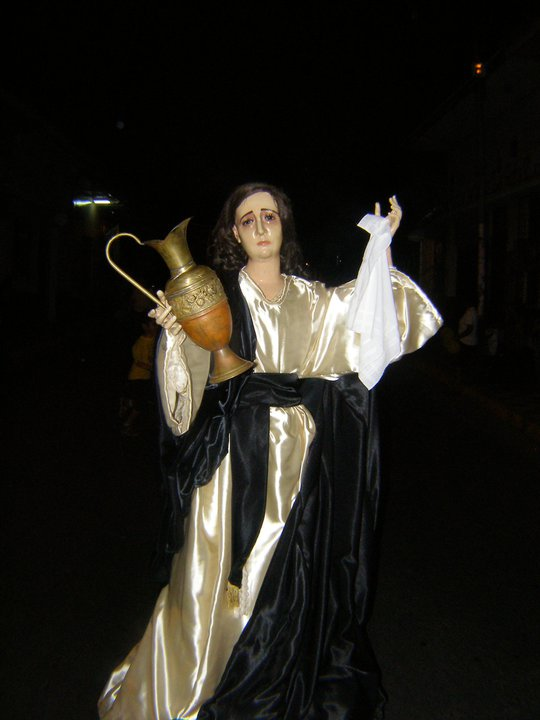
Santa María Cleofás de la Parroquia de San Felipe, 2011
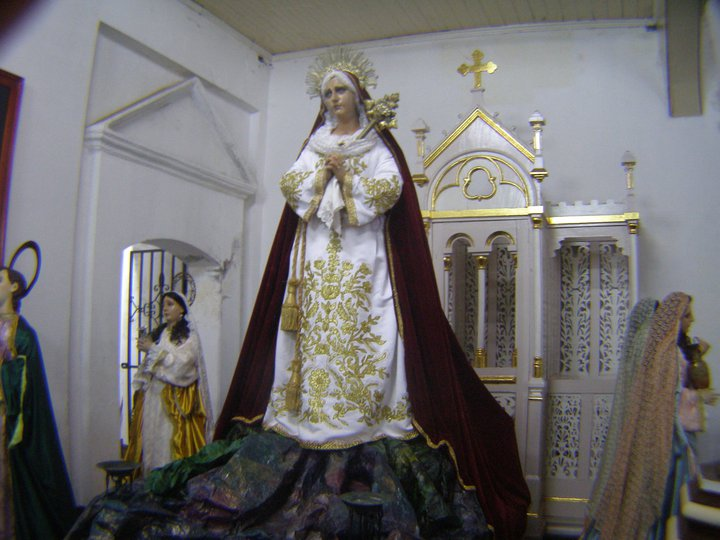
Dolorosa de la Parroquia de San Felipe, 2011
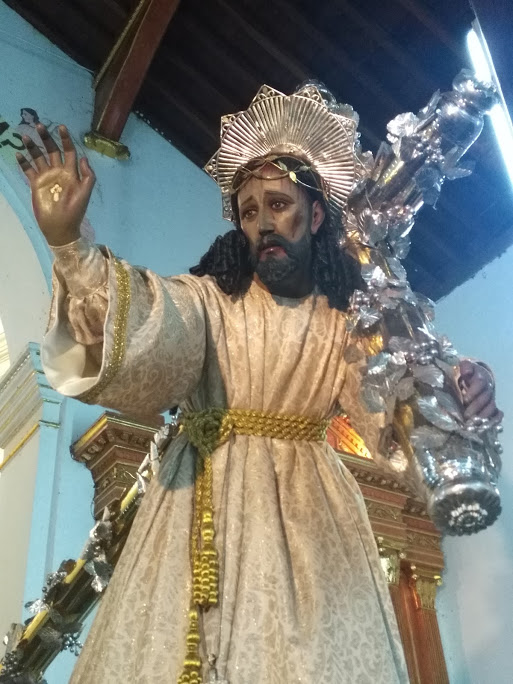
Señor de la Reseña de la Parroquia de San Felipe, 2018
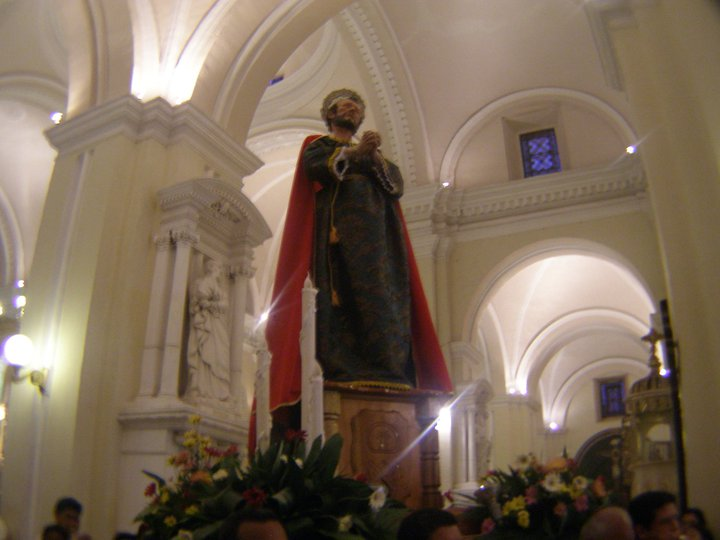
San Pedro de la Catedral, 2011

Tallas españolas:
- Cristo de Pedrarias
- Nazareno de San Francisco
- Cristo de la Agonía de San Francisco
- Dolorosa y San Juan de San Francisco
- Nazareno de Sutiaba

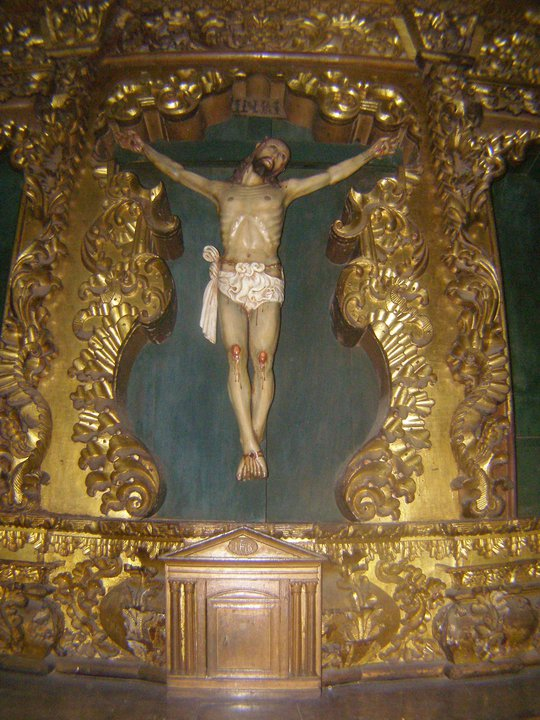
Señor de la Agonía en la Iglesia de San Francisco, 2011.
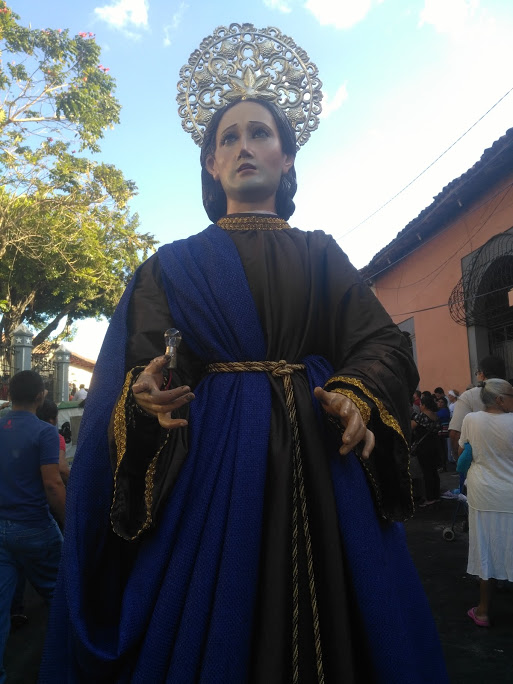
San Juan de la Iglesia de San Francisco, 2018
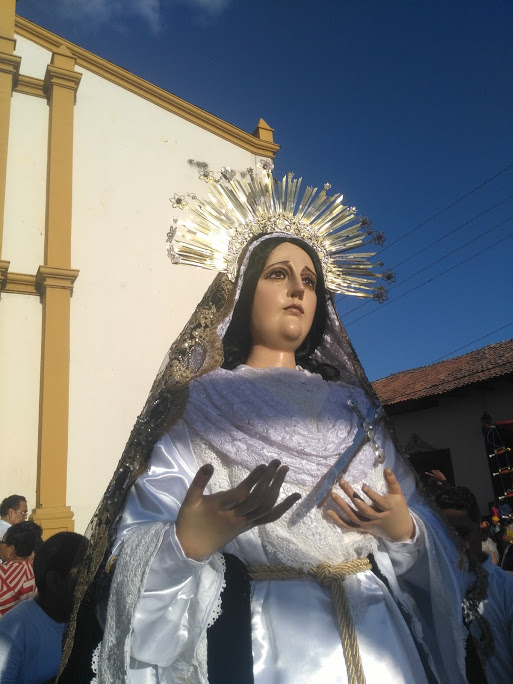
Dolorosa de la Iglesia de San Francisco, 2018

Tallas quiteñas
- San Sebastián
- Cristo atado a la columna

### Orfebrería
Es una gran muestra de orfebrería ver las distintas prendas en plata cincelada y demás metales que forman parte de los adornos de las imágenes. Coronas de espinas, nimbos, potencias, resplandores, clavos, cruces, joyas, ánforas, cálices; toda una rica demostración de arte barroco. Desdichadamente muchas de estas piezas han sido objeto de robo.[cita requerida]

### Ebanistería
También es notable la cantidad de arte en madera, aparte de las imágenes. Los muebles preciosos que son varias andas así como varias cruces antiguas de Nazarenos y Crucificados son obras de gran valor. También destacan las distintas urnas de los Santo Entierros que salen por León.

### Arte efímero
No es de menos valor la tradición del arte efímero de Semana Santa en León, aunque esta tristemente se pierde cada vez más. Alfombras pasionarias de aserrín, arcos, granadas, guirnaldas y la elaboración de altares, monumentos, enramadas y arreglos procesionales son parte de la rica tradición artística leonesa.

### Música
La música forma parte de este gran patrimonio y las marchas fúnebres nicaragüenses son de tan gran valor que estas suenan fuera de la patria también. Menos conocidas son las composiciones sacras para misa que ya no suenan en Semana Santa, pero cuyas partituras todavía las conservan. Los compositores más destacados son Alejandro Vega Matus, José de la Cruz Mena, Mateo Vargas, José María Santamaría (apodado Maestro Chibola), Hernán Zúñiga, Arturo Picado, Miguel Ángel Solís, Ruperto García, entre otros.[cita requerida]

## Costumbres[citarequerida]
La Cuaresma y Semana Santa trae consigo gran cantidad de costumbres y tradiciones para observar los días santos y pagar respetos a la pasión y muerte de Jesús. Todas estas se centran en inspirar respeto o hacer penitencia.

### Promesas
Las promesas se miran más en la procesión de San Benito, pero igual se mira en otras. Una promesa consiste en una acción de gracias por un favor o milagro concedido. Muchas veces se ofrece cuando se pide el favor y la persona hace la promesa de hacerla una vez, por cierto tiempo o cada año por el resto de su vida. En las procesiones e iglesias leonesas las promesas más fáciles de reconocer son recorrer la procesión vendado o descalzo, recorrer de la entrada de la iglesia al presbiterio de rodillas, vestir de luz, cargar andas o hacer una donación.

### Observación del Triduo
Antiguamente, a partir de la misa de la cena del Señor se observaba un periodo de austeridad para conmemorar la Pasión. En esos días no se cocinaba ni se prendían los fuegos de las cocinas. La comida para estos días se preparaba antes. No se trabajaba ni viajaba y los padres no le pegaban a sus hijos. De igual manera a los niños no se les permitía jugar, correr o gritar. Hasta hace pocos años había incidentes en los que se le tiró piedras a un carro porque se estaba usando en Viernes Santo. Todo esto era porque "el Señor está en el piso" y hay que respetar sus sufrimientos. Este periodo concluía temprano el sábado con el canto de gloria.

### Judeas y cuadros vivos
Las judeas son un teatro popular realizado en los atrios de las Iglesias para representar la Pasión de Jesús. Existen textos apropiados para estos propósitos. De mayor antigüedad son los cuadros vivos. Estos son niños vestidos de ángeles, soldados o hebreos que caminan en las procesiones, representan cuadros en las casas como las estaciones del Vía Crucis o acompañan a las imágenes en el anda, como soldados o ángeles a la par de Cristo. En los años recientes se ha ido perdiendo la costumbre de los cuadros vivos.

### Comida
El ayuno y la abstinencia cuaresmal son la circunstancia en que se desarrollan las tradiciones culinarias de la Cuaresma y Semana Santa. Los platos de carne son sustituidos por los de mariscos y vegetales. Pescado de mar y río, conchas y punches de las costas, camarones y demás frutos del mar llenan los mercados. Pescado frito o en pinol, cóctel de conchas, crustáceos cocidos, sopa de pescado y sopa de mariscos forman parte de los platos de mariscos tradicionales para esta época. Entre los platos vegetales se consumen tradicionalmente el palmito, guiso de pipián, guiso de papa, guiso de flor de madero negro y el guacamol.
En esta época las frutas están listas para la cosecha y es tradicional hacer postres con estas frutas frescas. La cusnaca es un postre elaborado con los jocotes guaturcos. La cazuela de culbazate es un almíbar donde se azucaran mango, marañón, jocote, mamey, piña, entre otros y endulzado con la flor llamada chiqueona.
En los primeros días de la Semana Santa era costumbre realizar platillos que pudieran guardarse para el Jueves y Viernes Santo y ser comidos sin calentarlos.

### Leyendas
Las leyendas nicaragüenses conforman una buena parte de la conciencia popular como espíritus que llaman a observar las buenas costumbres. Siendo el tiempo de Semana Santa uno especialmente sagrado, en varios lugares se han desarrollado creencias de que el diablo u otros espectros andan sueltos en esos días, para castigar severamente a aquellos que irrespetan los días santos. En León destacan las leyendas de la Carreta Nagua y el padre sin cabeza. Ambas leyendas se dice aparece más en Semana Santa y forman parte de la conciencia popular que llama a abstenerse de los actos profanos como los bailes y frecuentar bares en dichos días.